# Rhizidiovirus
Rhizidiovirus ist die Bezeichnung für eine Gattung von Viren. Als natürliche Wirte dienen Stramenopiles (Pilze und Hyphochytridiomycota).
Es gibt nur eine Art in dieser Gattung: die Typusart Rhizidiomyces virus.

## Aufbau

Schemazeichnung eines Virions der Gattung Rhizidiovirus

Die Viren der Gattung Rhizidiovirus sind unbehüllt und haben eine ikosaedrische, abgerundete und isometrische (gleichförmig symmetrische) Geometrie. Der Durchmesser beträgt etwa 60 nm.
Das Genom ist nicht segmentiert (monopartit) und besteht aus einem linearen Doppelstrang-DNA-Molekül mit einer Länge von etwa 25,5 kbp (Kilobasenpaare).
Es hat einen Guanin+Cytosin-Gehalt von 42 %.
Es kodiert mindestens 14 Proteine mit Molekulargewichten zwischen 84,5 und 26 kDa (Kilo-Dalton).

## Reproduktionszyklus
Das Virus scheint so lange latent (ruhend) im Wirt zu bleiben, bis dieser gestresst wird.
Die Vironen (Viruspartikel) erscheinen zunächst im Zellkern (Nukleus).
Es folgt der Zerfall des Wirtskerns und weiterer Strukturen des Zytoplasmas und deren Ersatz durch parakristalline Strukturen (siehe Zellwand §Cellulose), die sich aus Vironen zusammensetzen.
Diese Strukturen treten zuerst in Verbindung mit den Mitochondrien auf.
Schließlich bricht die Zellwand zusammen, gefolgt von der Freisetzung der Vironen in das umgebende Medium.
Auch eine vertikale Übertragung auf die Nachkommen der Wirtszelle scheint möglich zu sein.
Die Transkription (Biologie) benutzt die genomische DNA als Vorlage (en. DNA-templated transcription).
Als natürliche Wirte dienen Pilze und Hyphochytridiomycota.

## Systematik
Systematik nach ICTV (Stand Mai 2024):
- Familie: nicht zugewiesen

- Gattung: Rhizidiovirus

- Spezies: Rhizidiomyces virus (RV)